# Androctonus tibesti
Espèce
Androctonus tibesti est une espèce de scorpions de la famille des Buthidae.

## Distribution
Cette espèce est endémique de Libye. Elle se rencontre au Tibesti.

## Description
Le mâle holotype mesure 64,9 mm.

## Systématique et taxinomie
Cette espèce a été décrite par Lourenço et El-Hennawy en 2022.

## Étymologie
Son nom d'espèce lui a été donné en référence au lieu de sa découverte, le Tibesti.

## Publication originale
- Lourenço & El-Hennawy, 2022 : « A new species of Androctonus Ehrenberg, 1828 from the North East portion of the Tibesti Massif in Libya (Scorpiones: Buthidae). » Serket, vol. 18, no 4, p. 428-440.